# Ký sự Mississippi
Ký sự Bên dòng Mississippi – một phim ký sự mang đến cho người xem những khám phá thú vị về nền văn hóa 300 năm của nước Mỹ nằm dọc theo Sông Mississippi - con sông lớn thứ 3 trên thế giới. Do Hãng phim Truyền hình Thành phố Hồ Chí Minh sản xuất được phát sóng trên kênh HTV7 từ 13/5/2009.

## Nội dung
Dọc theo lưu vực sông Mississippi, đoàn làm phim ký sự Bên dòng Mississippi đã khai thác nhiều vẻ đẹp kỳ thú, ấn tượng và mới lạ trên nhiều lĩnh vực của dòng Mississippi qua góc nhìn của người Việt Nam.
Đi bên dòng Mississippi, ống kính đoàn phim ghi nhận cuộc sống của người dân ven lưu vực sông. Nơi cửa sông của con Sông Mississippi hùng vĩ chạy dọc nước Mỹ đổ ra vịnh Mexico có nhiều người Mỹ gốc Việt sinh sống bằng nghề đánh bắt tôm, nuôi cá, kinh doanh hải sản.
Tại làng Versalle, thành phố New Orleans, tiểu bang Louisiana, một khu chợ của người Việt họp mỗi tuần một lần từ 5h – 7h vào sáng thứ Bảy. Đây là một chợ trời đúng nghĩa giống ở Việt Nam, người dân mang rau củ trồng từ vườn nhà ra chợ bán. Người bán người mua cũng tấp nập mà nếu không quan sát kỹ nhiều người cứ nghĩ mình đang ở Việt Nam.
Khu Versalle được mọi người biết đến qua cơn Bão Katrina và tinh thần đùm bọc của người Việt. Nhiều ngôi nhà hoang phế do bão tàn phá vẫn chưa được xây dựng lại.
Lưu vực Sông Mississippi là vùng đất nông nghiệp trù phú nhất Mỹ. Những cánh đồng trồng ngũ cốc mênh mông với lối canh tác ứng dụng các thành tựu khoa học kỹ thuật cao. Đặc biệt, vùng hạ lưu của sông là vựa lúa lớn nhất nước Mỹ. Qua ống kính, những khu vực làm nông nghiệp của người dân Mỹ trong hệ thống Sông Mississippi cũng tạo nên những cảnh quan tuyệt đẹp mà ở những vùng khác không có.
Bên dòng Mississippi còn mang đến những cảnh quan, danh thắng nổi tiếng nằm dọc đôi bờ sông, những tiểu bang, thành phố quan trọng, là trung tâm kinh tế, văn hóa, kỹ nghệ, tài chính của nước Mỹ.

## Thực hiện
Khác với các phim ký sự truyền hình trước, như: Ký sự hỏa xa, Ký sự Tân Đảo... được thực hiện theo dạng ký sự thực tế ghi hình, dựng và phát sóng ngay trên đường đi, Bên dòng Mississippi trở lại cách làm phim ký sự kiểu truyền thống, nghĩa là đoàn phim đi ghi hình rồi về nước làm hậu kỳ và phát sóng, nhờ vậy phim bảo đảm yếu tố nghệ thuật lẫn chất lượng kỹ thuật.
Đoàn làm phim này đã khởi hành từ tháng 3-2009 và có thể xem là đoàn phim Việt Nam đầu tiên thực hiện một bộ phim dài nhất trên đất Mỹ. Trong thời gian chưa đến 45 ngày, đoàn đã thực hiện lộ trình dài 20.000 km đi qua 10 tiểu bang, 21 thành phố của Mỹ để quay 4.800 phút hình ảnh xây dựng nên bộ phim.

## Danh sách các tập phim
Gồm 60 tập, mỗi tập dài 10 phút
1. Từ Thành phố Hồ Chí Minh đến New Orleans
2. Ngày đầu tiên ở New Orleans
3. New Orleans xưa & nay
4. Người Việt ở Biloxi & New Orleans
5. Vùng cửa Sông Mississippi
6. Làng Việt ở Versailles[7] bang Louisiana
7. Thành phố Baton Rouge
8. Thành phố Natchez bang Mississippi
9. Từ thành phố Natchez đến thủ phủ Jackson
10. Bang Mississippi ngày nay
11. Từ Natchez tới Memphis bang Tennessee
12. Bảo tàng Dân quyền Quốc gia ở Memphis
13. Martin Luther King - Đời đấu tranh
14. Luther King: "Tôi có một giấc mơ"
15. Elvis Presley Huyền thoại Âm nhạc Mỹ
16. Từ Memphis đến St.Louis bang Missouri
17. Thành phố St.Louis xưa & nay
18. St.Louis và đồng bằng ngã ba sông
19. Đường đến quê hương Mark Twain
20. Mark Twain và những tác phẩm để đời
21. Hannibal và hang động Mark Twain
22. Thành phố Burlington bang Iowa
23. Trên đường đến Davenport bang Iowa
24. Từ Oakville đến Davenport
25. Từ Davenport đến Dubuque bang Iowa
26. Từ Dubuque đến thành phố Iowa
27. Trung tâm Đại học Iowa
28. Thành phố Dubuque và Bảo tàng Mississippi
29. Ngã ba sông Wisconsin và làng Genoa Vista
30. "NORSKEDALEN" Thung lũng của những Người Na Uy
31. Thành phố La Crosse và vùng thung lũng Coon
32. Thành phố Winona bang Minnesota
33. Wabsha và Bảo tàng chim Đại bàng
34. Thành phố Minneapolis bang Minnesota
35. Nhà bảo tàng Nghệ thuật Đương đại Walker
36. Thành phố St.Paul và những người Da đỏ bản địa
37. Thành phố St.Paul thủ phủ bang Minnesota
38. Cầu Đá vòm & Tháp Foshay ở Minneapolis
39. Thành phố Bemidji bang Minnesota
40. Lễ hội Pow Wow của người da đỏ Red Lake
41. Câu cá trên băng ở Red Lake
42. Hồ Itasca đầu nguồn sông Mississippi
43. Những người bạn Da đỏ ở Leech Lake
44. Từ Itasca tới Madison bang Wisconsin
45. Thành phố Milwaukee bang Wisconsin
46. Thành phố Chicago bang Illinois
47. Cung Thiên văn ADLER ở Chicago
48. Trường Đại học Columbia tại Chicago
49. Khoa Điện ảnh Trường Đại học Columbia
50. Bảo tàng Henry Ford ở bang Michigan
51. Thành phố Detroit bang Michigan
52. Thành phố Bufalo & Thác Niagara
53. Từ Bufalo đến Washington, D.C.
54. Viện Smithsonian tại Washington, D.C.
55. Washington, D.C. Thủ đô của Hoa Kỳ
56. Từ Washington, D.C. đến Philadelphia
57. Từ Philadelphia đến New York
58. Mississippi Dòng sông & Lịch sử
59. Mississippi Dòng sông & Con người
60. Mississippi và Nước Mỹ hôm nay [8]

## Đoàn làm phim
- Chủ biên: Huỳnh Văn Nam
- Chỉ đạo nghệ thuật: NSƯT Nguyễn Việt Hùng
- Đạo diễn: Đào Anh Dũng
- Kịch bản: Quốc Thái
- Biên tập: Quốc Thái, Hải Chuyên
- Quay phim: Đức Long
- Dựng phim: Thanh Sơn
- Âm nhạc: Trung Dũng, Phan Hiếu, Quỳnh Châu
- Viết lời bình: Anh Dũng, Quốc Thái
- Chọn nhạc: Trúc Anh
- Đọc lời bình: Anh Dũng, Ái Trinh, Hải Chuyên
- Trợ lý đạo diễn: Siêu Việt
- Thư ký: Thùy Trang, Bích Hà
- Bảng chữ: Hồng Quyền, Thanh Sơn
- Xướng ngôn viên: Hải Chuyên
- Chủ nhiệm: Châu Hà
- Giám đốc sản xuất: Nguyễn Ngọc Bình